# Читтенден (округ)
Чи́ттенден — округ в штате Вермонт, административный центр — Берлингтон, самый населённый город штата.
Население — 146 571 человек (2000), более чем в любом другом округе Вермонта. В округе расположено несколько относительно крупных (в масштабах штата Вермонт) городов: Саут-Берлингтон, Эссекс, Уинуски, Колчестер, Милтон, Джерико.
Согласно переписи 2000 года, 95,14 % — белой расы, 0,91 % — негры, 0,27 % — индейцы, 1,99 % — азиаты, 0,02 % — выходцы из Океании. Из населения 13,9 % имеют ирландское происхождение, 12,7 % — английское, 12,0 % — франко-канадское, 11,9 % — французское, 7,4 % — немецкое. Тем не менее, для 92,5 % родным является английский язык, для 2,7 % — французский и для 1,2 % — испанский. 8,80 % населения проживает ниже черты бедности.
Округ граничит с 5 округами Вермонта, 2 округами штата Нью-Йорк и имеет выход к берегам озера Шамплейн.
Важнейшие города — Саут-Берлингтон, Эссекс, Колчестер, Ричмонд.
На территории округа расположено 3 национальных исторических памятника из 17 в штате (Круглая церковь, Шелбурнские фермы и пароход Тикондерога).